# Несис, Геннадий Ефимович
Генна́дий Ефи́мович Не́сис (род. 22 мая 1947, Ленинград) — советский и российский шахматист; гроссмейстер ИКЧФ (1985), заслуженный мастер спорта России, заслуженный тренер РСФСР (1987), старший тренер ФИДЕ, доктор педагогических наук, профессор, шахматный журналист, международный арбитр ФИДЕ (2015). Вице-чемпион мира и победитель Кубка мира ИКЧФ (1971—1983).

## Биография
Родился 22 мая 1947 года в Ленинграде. В 1969 окончил году Ленинградский Технологический институт. Инженер-электрохимик.
В составе команды СССР чемпион Европы (1977—1982).
Победитель крупнейших международных турниров памяти П. Кереса (1982—1986) и Бертл фон Массов[что?].
Неоднократный чемпион и призёр чемпионатов СССР, Европы, Всемирной Олимпиады. Лучшие результаты в чемпионатах СССР по переписке: 12-й (1975—1977) и 13-й (1977—1978) — 2-е места.
Тренер-секундант чемпиона мира Александра Халифмана.
Директор международного юношеского турнира «Юные звезды мира» памяти Вани Сомова.

## Звания и регалии
Доктор педагогических наук (2001), вице-президент Академии шахматного и шашечного искусства (c 1997), профессор (2003), автор 40 книг и более 300 статей по методике, истории и теории шахмат (опубликованных в 1982—2011 гг. в СССР, России, Германии, Италии, Англии, Испании, США, Нидерландах, Югославии, Польше, Болгарии. Украине, Латвии, Индии, Израиле, Белоруссии, Армении, Азербайджане), лектор авторского курса «Шахматы как феномен гуманитарной культуры» Санкт-Петербургского Университета культуры и искусства. Руководитель международных командных турниров «Шахматная осень в Сааре» (2009—2011 гг.)
В настоящее время живёт в г. Саарбрюккен.

## Личная жизнь
Дочь Ася Геннадьевна Борзова (род. в 1991) — адвокат, живёт в Санкт-Петербурге.

## Книги
1. Переход в эндшпиль, М., 1981 (соавтор);
2. Die Kunst der Vereinfachung, Germany, 1982
3. Art of Exchange, Moscow,1984
4. El paso al Final, Spain, 1985
5. Die Kunst der Vereinfachung 11, Germany, 1985
6. Die Kunst der Vereinfachung 111, Germany, 1987
7. Encyclopedia of chess openings, Moscow,1985
8. Spanisch — richtig gespielt, Germany, 1990
9. Aktuelle Schach Eroffnungen, in three volumes, Germany, 1990-91
10. Exchanging in the endgame and non-equative exchange, Moscow, 1992
11. Tactical Chess exchanges, London, 1991
12. Exchanging to win in the endgame, London, 1991
13. Taktische Losungen im Konigsindisch, Germany,1991
14. Englisch — richtig gespielt, Germany, 1991
15. Konigsindische Verteidigung — richtig gespielt, Germany, 1991
16. Ungewohnliche Krafteverhaltnisse, Germany, 1991
17. Franzosisch in der modernen Spielpraxis, Germany, 1991
18. Wolga — Benko — Gambit — richtig gespielt, Germany, 1992
19. Katalonisch — richtig gespielt, Germany, 1992
20. Taktische Losungen im Grunfeld — Indisch, Germany, 1992
21. Hollandische Verteidigung, Germany, 1992
22. Apertura Espanola, Defensa Abierta, Spain, 1992
23. Tactics in the King’s indian, London 1992, New York, 1992.
24. Taktische Losungen in Damenindisch, Germany, 1993
25. Tactics in the Sicilian, London , 1993
26. Tactics in the Grunfeld, London 1992, New York, 1993.
27. Tactics in the French, London 1993, New York, 1994
28. Tactics in the Grunfeld Defense, Kharkov, 1998
29. Tactics in the French Defense, Kharkov, 2000
30. Александр Халифман, Спб., 2000
31. Khalifman: life & games, London, 2000.